# Peter Kowalczuk
Peter Kowalczuk (ur. 19 maja 1989) – amerykański zapaśnik w stylu klasycznym. Brązowy medal mistrzostw panamerykańskich w 2012 i akademickich MŚ w 2008 roku.